# 留下駅
留下駅（りゅうかえき）は、中華人民共和国浙江省杭州市西湖区留下街道留和路と天目山路と留下街の交差点に位置する杭州地下鉄3号線の駅である。

## 歴史
- 2022年6月10日：開業[1]。

## 駅構造
案内上ののりば番号は設定されていない。
島式ホーム1面2線を有する地下駅。

### のりば
| 路線            | 方向 | 行先                           | 備考                                                      |
| --------------- | ---- | ------------------------------ | --------------------------------------------------------- |
| ■ 3号線（支線） | 下り | 石馬方面                       |                                                           |
| ■ 3号線（支線） | 上り | 西渓湿地南・武林広場・星橋方面 | 西渓湿地南～星橋区間は3号線本線と直通運転を実施しています |

（出典：留下站站内空间示意图）

## 駅周辺
- 留下西苑
- 君逸匯ビル
- 留下商貿中心
- 留下歴史街区
- 留下街道（中国語版）事務所
- 西渓時代商業中心
- 西溪晴雪園
- 浙江油田小区
- 西溪雅苑東区
- 匯峰国際
- 夢屏北苑
- 杭州市留下小学校

## 隣の駅
杭州地下鉄
■ 3号線（支線）
屏峰駅 - 留下駅 - 西渓湿地南駅

## ギャラリー

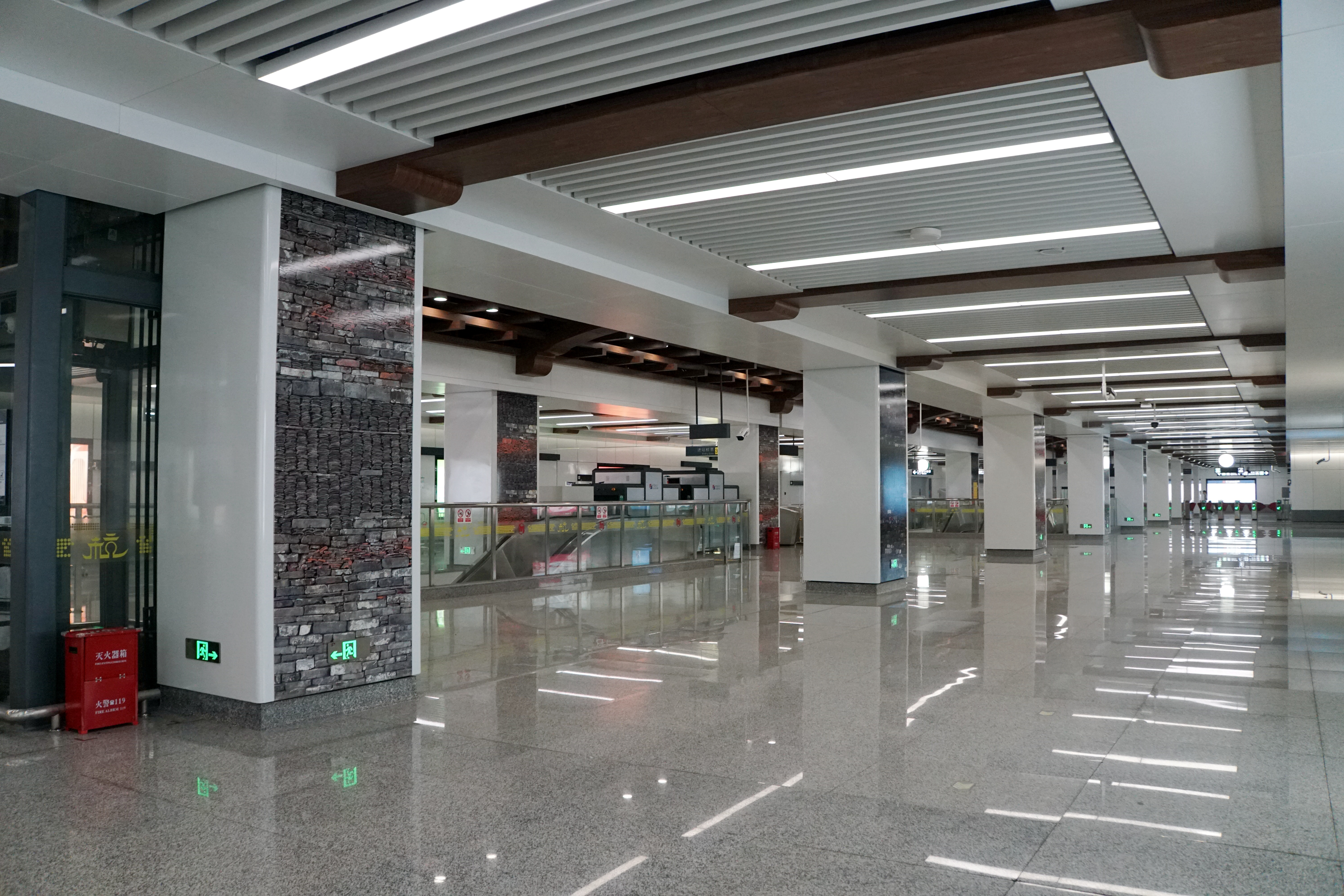
コンコース
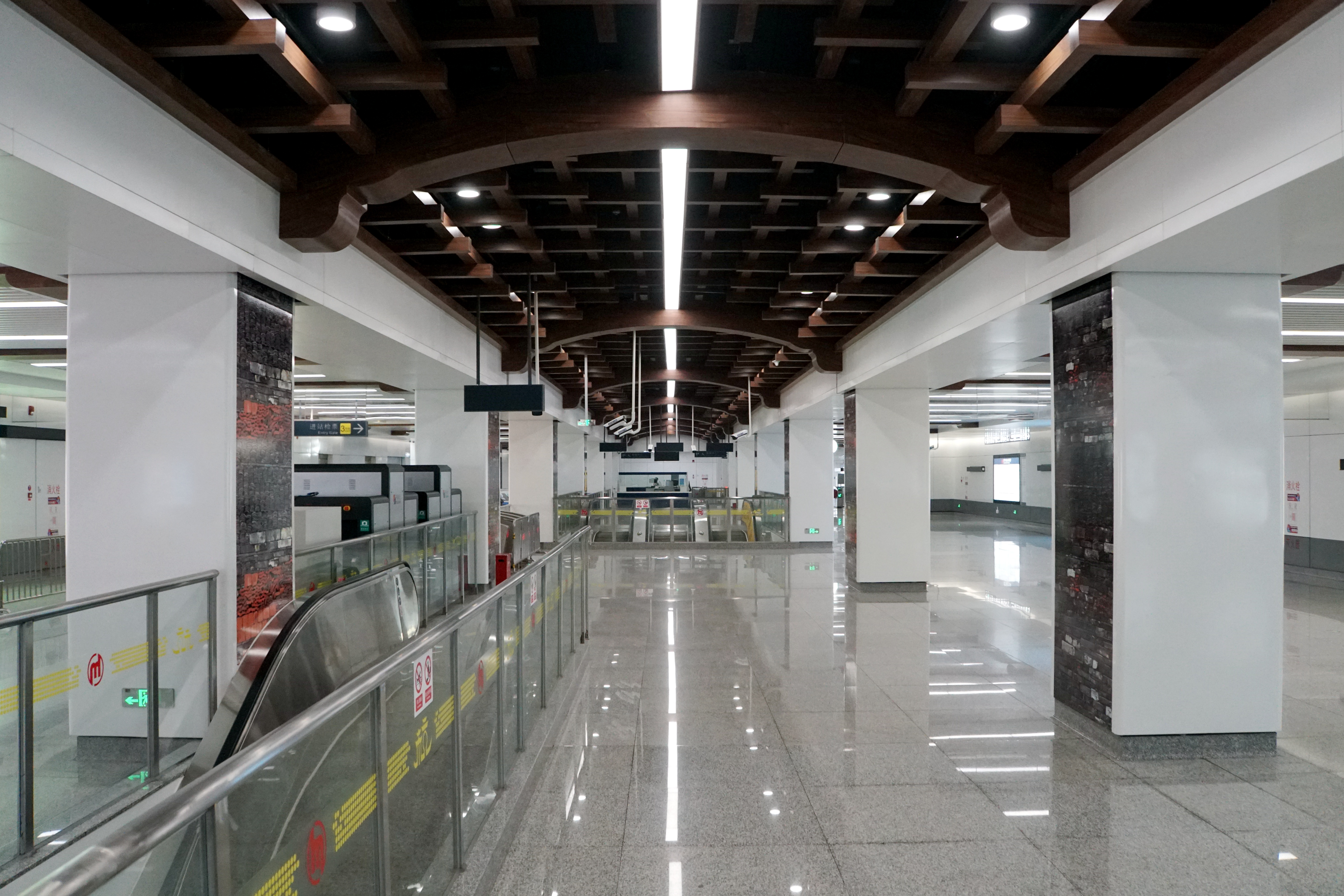
コンコース
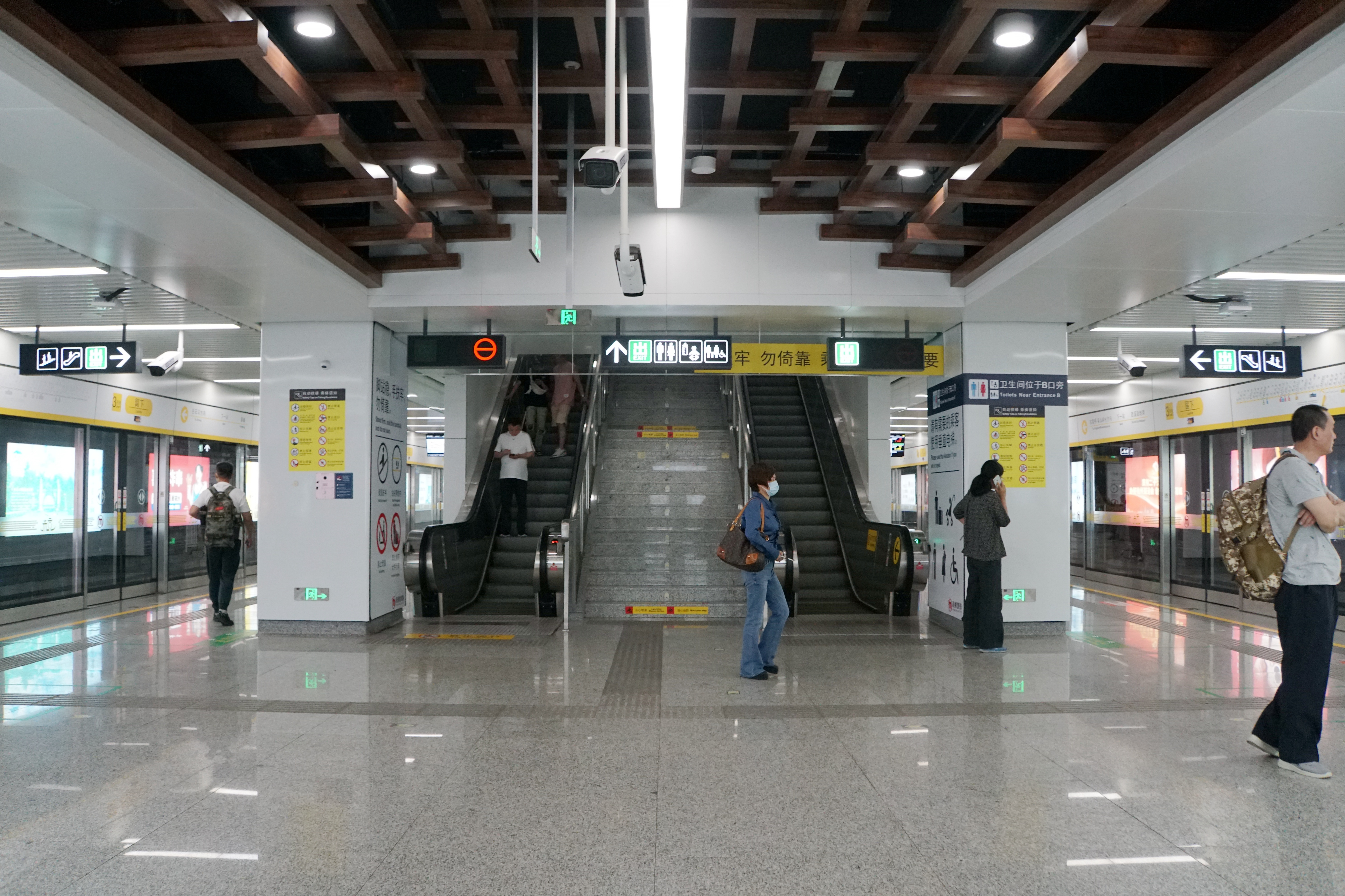
ホーム
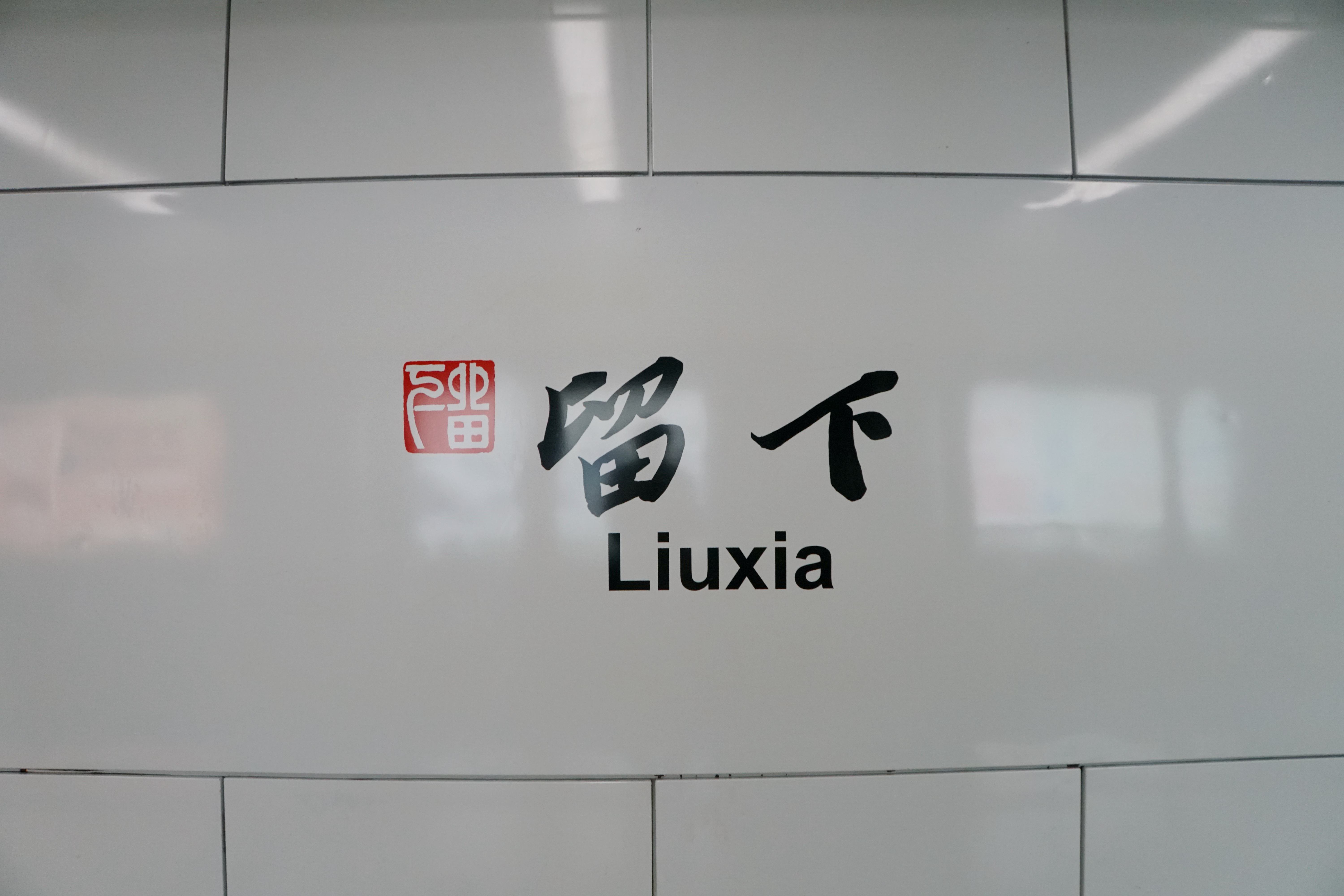
駅名